# National Ecological Observatory Network
Pour l’article homonyme, voir NEON.
Le National Ecological Observatory Network, Inc. ou « NEON, Inc. » est un organisme non gouvernemental et indépendant (dit 501(c)3 aux États-Unis). Il a été créé pour gérer à grande échelle des systèmes d'observation écologique et d'expérimentations au nom de la communauté scientifique. 

NEON est une sorte de super-observatoire intégrant les systèmes de surveillance de l'environnement existants et couvrant toute l'Amérique du Nord (hors Canada et Mexique). 

Il est géré par NEON, Inc et financé par le Fondation nationale pour la science (fin juillet 2011, la Fondation nationale pour la science a décidé de financer la construction du projet NEON pour 5 à 7 ans, le réseau NEON pourrait alors fonctionner à plein en 2016 ou plus tard).

## Vision et missions
Le NEON a pour mission de guider un processus de compréhension globale et d'aide à la décision dans l'environnement changeant et complexe de l'information scientifique, aux échelles écologiques du continent et au travers des observations, d'expériences intégrées et de systèmes de prospective. 

NEON va devoir concevoir, mettre en œuvre, et exploiter la première infrastructure scientifique intégrée à l'échelle continentale (incluant l'Alaska, Hawaï et Porto Rico) pour permettre la recherche, les découvertes et l'éducation sur les changements écologiques en cours. 

Pour cela NEON va créer un nouveau réseau national d'observation destiné à recueillir les observations écologiques et climatiques à travers tout le territoire continental des États-Unis. NEON a « partagé » les États-Unis en 20 domaines éco-climatiques cohérents pour leur végétation, topographie, climat et qualités écosystémiques. 

Cet observatoire sera le premier de son genre à être conçu pour détecter et permettre la prévision des changements écologiques à l'échelle de tout un continent et sur plusieurs décennies.
Les données seront recueillies sur le terrain par des techniciens, et par un réseau de capteurs passifs placés à des endroits stratégiques au sein de chaque domaine. Ces données seront synthétisés en bases de données utilisées pour décrire ou mesurer les changements dans les écosystèmes du pays (dans l'espace et dans le temps). 
Les données et produits de NEON seront disponibles gratuitement (données ouvertes) via un portail web.

## But et fonctions

### Sciences
Les données ciblées par NEON sont choisies pour répondre à une série de grands défis, définis par le « Conseil national de la recherche » à la demande de la Fondation nationale pour la science. Le Conseil national de recherches a mis en place un comité chargé d'évaluer les principales préoccupations écologiques, environnementales, et nationales qui nécessitent ou imposent un observatoire à échelle continentale, et elle a identifié les grands défis environnementaux suivants:
- Biogéochimie : Comment les processus chimiques, physiques, géologiques et biologiques se combinent-ils pour créer l'environnement naturel ?
- Biodiversité : Comment évolue la totalité des formes de vie sur terre, et dans des régions particulières ;
- Changement climatique : quelles évolution à long terme attendre, sur la base de prévisions faites à partir de moyennes calculées à partir des données climatiques ;
- Écohydrologie: Comment les organismes interagissent avec leur environnement et avec le mouvement constant de l'eau ?
- Maladies infectieuses : Comment évoluent les maladies propagées par des virus, des parasites et des bactéries (qui sont parfois transmises aux humains par les animaux, les oiseaux et les insectes) et quelles sont-elles ?
- Occupation des terres : Comment et où et avec quels impacts les gens et les collectivités changent-ils le paysage naturel et l'environnement (dont par les villes, les constructions, les coupes forestières, les cultures ou plantations ?
- espèces envahissantes ou invasives : Comment ces plantes et autres organismes capables de "surpeupler" un endroit particulier impactent-ils l'environnement ? de même pour les espèces qui se déplacent dans des zones où elles n'ont pas vécu auparavant.

Les données et les observations recueillies par le projet NEON se concentreront sur la façon dont l'utilisation des terres, le changement climatique et les espèces envahissantes affectent les services écosystémiques rendus par la biodiversité, l'écologie des maladies, et les écosystèmes. L'obtention de données intégrées sur ces relations sur une période de long terme est cruciale pour l'amélioration des modèles de prévision et pour une meilleure gestion des ressources face aux changements environnementaux.
La vision de la Fondation nationale pour la science pour NEON est décrite comme suit:
« Un instrument de recherche à l'échelle continentale consistant en une infrastructure géographiquement distribués, mise en réseau par les techniques de pointe disponibles en matière de communication. Néon s'appuiera sur une instrumentation de laboratoire et de terrain, une infrastructure expérimentale basée sur le terrain, des services d'archives sur l'histoire naturelle et/ou de calcul, analyse et modélisation, reliés par un puissant réseau informatique. NEON va transformer la recherche écologique en permettant des études sur les grands défis environnementaux à l'échelle régionale et à l'échelle continentale. Les scientifiques et les ingénieurs vont utiliser NEON pour mener en temps réel des études écologiques couvrant tous les niveaux d'organisation du vivant à différentes échelles temporelles et géographiques. Les programmes disciplinaires et multi-disciplinaire de la NSF soutiendront les projets de recherche de NEON et des activités éducatives. Les données issues de l'observatoire seront accessible au public. (NSF 04549, 2004). »
NEON est spécifiquement conçu pour répondre à des questions scientifiques centrales concernant les interactions entre les écosystème s, le climat et l'Aménagement du territoire et les usages du sol. 
- Comment les écosystèmes et leurs composants réagissent ils et réagiront ils aux forçages naturels et anthropiques (forçage radiatif, fragmentation et usage des paysages, pression des espèces envahissantes, etc. pour différentes échelles spatiales et temporelles ? Et, quel est le rythme et la structure des réponses?
- Comment les réponses internes et les rétroactions (feedbacks) propres aux structures et fonctions de la biogéochimie, de la biodiversité, de l'hydroécologie et de la Vie interagiront-elles avec les changements climatiques, l'artificialisation et l'usage des terres et les espèces envahissantes ? Et, comment ces rétroactions varieront-elles selon les contextes écologiques et les échelles spatiotemporelles ?

### Vocation éducationnelle
L'accès aux données et produits d'information environnementale recueillis ou fournis par NEON seront facilités, notamment pour les scientifiques, les éducateurs, étudiants, décideurs et le grand public, qui seront invités à les utiliser pour comprendre et répondre aux défis, enjeux et grandes questions écologiques ;

L'équipe pédagogique de NEON traduira ces données en informations utiles et en outils d'apprentissage pour de nombreux publics, y compris les membres des communautés aujourd’hui mal desservies ; 

Elle cherchera aussi à promouvoir une large culture écologique.